# Julie Katz-Aereboe
Marie Caroline Julie Katz-Aereboe, auch Julie Aereboe (* 13. Juli 1888 in Bremen; † 25. März 1927 auf Sylt) war eine deutsche Malerin und Kunstpädagogin.

## Biografie
Katz-Aereboe war die Tochter des Kaufmanns Karl Leupold Katz (1853–1923), geboren in Baltimore, und Elvire gen. Ella Katz geb. Schellhass (1864–1929). Die Familie änderte in der Zeit des Nationalsozialismus ihren jüdischen Namen in den der Großmutter Dwerhagen.
Julie Katz absolvierte eine Ausbildung als Lehrerin. Sie studierte dann von 1908 bis 1910 an der Kunsthochschule in Weimar, an der Kunstgewerbeschule Berlin in der Malschule von Lovis Corinth und danach an der Königlichen Kunstgewerbeschule München. Sie vertiefte hier das Studium der Stickerei, Weberei und Batik.

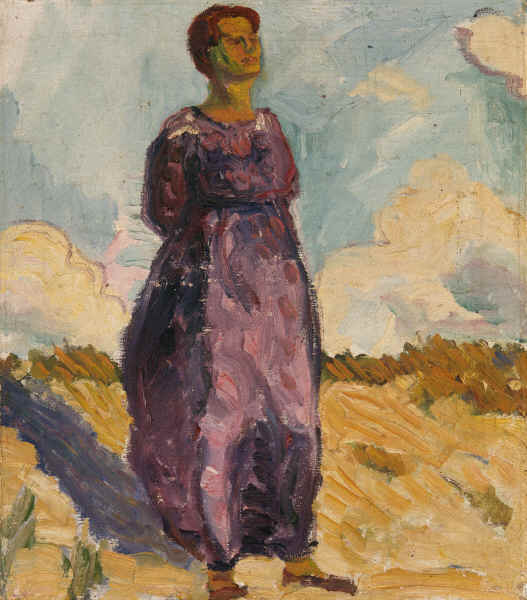
Frau in Dünen

An der Kunstgewerbeschule Kassel leitete sie seit 1919 die Klasse für Textiles. Sie lernte dabei Albert Aereboe kennen, der von 1919 bis 1926 die Klasse für Dekorative Malerei leitete; beide heirateten 1922. 1923 wurde sie zur Professorin ernannt. Aereboe besaß seit 1925 ein Strandhaus auf Sylt. 1927 zog auch sie nach Sylt, starb aber kurz darauf. Sie wurde auf dem Riensberger Friedhof in Bremen (Grab Nr. AA098a) beerdigt.
Die Kunsthalle Bremen widmete ihr danach eine Gedächtnisausstellung mit Aquarellen, Zeichnungen und Ölbildern. Die Kunsthalle besitzt das Ölgemälde Frau in den Dünen von um 1925/27.